# Kirin hóa tiếng Ba Lan
Sự Kirin hóa tiếng Ba Lan đã được tiến hành dưới nhiều hình thức khác nhau và bắt đầu được thực hiện vào giữa thế kỷ 19 tại Đế quốc Nga. Từ năm 1772 đến năm 1815, Đế quốc Nga đã chiếm khoảng 4⁄5 diện tích của Ba Lan-Litva, nơi mà tiếng Ba Lan là ngôn ngữ chính thức. Tiếng Ba Lan vẫn là ngôn ngữ chính thức của các lãnh thổ Ba Lan-Litva hợp nhất cho đến cuối những năm 1830. Sau đó, nó dần dần được thay thế bằng tiếng Nga cho đến giữa những năm 1860. Giai đoạn giữa của quá trình Kirin hóa là việc sử dụng chữ Kirin kiểu Nga để viết tiếng Ba Lan.

## Kirin hóa tiếng Ba Lan kiểu Nga
Hệ thống Kirin hóa tiếng Ba Lan, như được sử dụng ở Nga ngày nay, đã xuất hiện trong những năm 1970 ở Liên Xô sau chiến tranh. Nó là một dạng phiên âm.

## Chữ Kirin Ba Lan kiểu mới
Kể từ đầu những năm 1990, các sách tôn giáo bằng tiếng Ba Lan được sản xuất cho người theo đạo Công giáo ở miền tây Belarus (tức Giáo phận Grodno) đã được xuất bản bằng chữ Kirin Ba Lan mới được tạo ra, phần lớn dựa trên dạng tiếng Nga của bảng chữ cái này.

### Kinh Lạy Cha
Chữ Kirin Ba Lan:
Ойчэ наш, ктурысь ест в небе, сьвенць се Име Твое, пшыйдзь Крулество Твое, боньдзь воля Твоя, яко в небе так и на земи. Хлеба нашэго повшэднего дай нам дзисяй. И одпусьць нам нашэ вины, яко и мы одпушчамы нашым виновайцом. И не вудзь нас на покушэне, але нас збав одэ злэго. Амэн.

Chữ Latinh Ba Lan:
Ojcze nasz, któryś jest w niebie, święć się Imię Twoje, przyjdź Królestwo Twoje, bądź wola Twoja, jako w niebie tak i na ziemi. Chleba naszego powszedniego daj nam dzisiaj. I odpuść nam nasze winy, jako i my odpuszczamy naszym winowajcom. I nie wódź nas na pokuszenie, ale nas zbaw ode złego. Amen.